# العلاقات الجزائرية النرويجية
العلاقات الجزائرية النرويجية هي العلاقات الثنائية التي تجمع بين الجزائر والنرويج.

## مقارنة بين البلدين
هذه مقارنة عامة ومرجعية للدولتين:
| وجه المقارنة                                              | الجزائر                      | النرويج                                                   |
| --------------------------------------------------------- | ---------------------------- | --------------------------------------------------------- |
| المساحة (كم2)                                             | 2.38 مليون                   | 385.21 ألف                                                |
| عدد السكان (نسمة)                                         | 38.81 مليون                  | 5.33 مليون                                                |
| الكثافة السكانية (ن./كم²)                                 | 16.31                        | 13.84                                                     |
| العاصمة                                                   | الجزائر                      | أوسلو                                                     |
| اللغة الرسمية                                             | اللغة العربية، لغات أمازيغية | بوكمول، لغات السامي، نينوشك، اللغة النرويجية              |
| العملة                                                    | دينار جزائري                 | كرونة نروجية                                              |
| الناتج المحلي الإجمالي (بليون دولار)                      | 170.37 مليار                 | 398.83 مليار                                              |
| الناتج المحلي الإجمالي (تعادل القوة الشرائية) بليون دولار | 582.63 مليار                 | 322.23 مليار                                              |
| الناتج المحلي الإجمالي الاسمي للفرد دولار أمريكي          | 4.21 ألف                     | 74.40 ألف                                                 |
| الناتج المحلي الإجمالي للفرد دولار أمريكي                 | 14.19 ألف                    | 65.61 ألف                                                 |
| مؤشر التنمية البشرية                                      | 0.745                        | 0.944                                                     |
| رمز المكالمات الدولي                                      | +213                         | +47                                                       |
| رمز الإنترنت                                              | .dz                          | .no                                                       |
| المنطقة الزمنية                                           | ت ع م+01:00                  | ت ع م+01:00، ت ع م+02:00، توقيت وسط أوروبا، أوروبا/أوسلو ‏ |

## منظمات دولية مشتركة
يشترك البلدان في عضوية مجموعة من المنظمات الدولية، منها:
| علم المنظمة | اسم المنظمة                               | تاريخ انضمام الجزائر | تاريخ انضمام النرويج |
| ----------- | ----------------------------------------- | -------------------- | -------------------- |
|             | وكالة ضمان الاستثمار متعدد الأطراف        | 4 يونيو 1996         | 9 أغسطس 1989         |
|             | البنك الإفريقي للتنمية                    | ?                    | 1963                 |
|             | منظمة الشرطة الجنائية الدولية             | ?                    | ?                    |
|             | منظمة حظر الأسلحة الكيميائية              | ?                    | ?                    |
|             | منظمة التجارة العالمية                    | ?                    | 1995                 |
|             | الفريق المعني برصد الأرض                  | 2005                 | ?                    |
|             | الأمم المتحدة                             | 8 أكتوبر 1962        | 27 نوفمبر 1945       |
|             | مؤسسة التمويل الدولية                     | 23 سبتمبر 1990       | 20 يوليو 1956        |
|             | يونسكو                                    | 15 أكتوبر 1962       | 4 نوفمبر 1946        |
|             | مؤسسة التنمية الدولية                     | 26 سبتمبر 1963       | 24 سبتمبر 1960       |
|             | البنك الدولي للإنشاء والتعمير             | 26 سبتمبر 1963       | 27 ديسمبر 1945       |
|             | المنظمة الهيدروغرافية الدولية             | ?                    | ?                    |
|             | الاتحاد البريدي العالمي                   | ?                    | ?                    |
|             | المركز الدولي لتسوية المنازعات الاستشارية | 22 مارس 1996         | 15 سبتمبر 1967       |
|             | الاتحاد الدولي للاتصالات                  | 3 مايو 1963          | 1866                 |

## وصلات خارجية
- موقع وزارة الخارجية الجزائرية
- موقع وزارة الخارجية النرويجية